# Callistoctopus luteus
Il polpo stellato (Callistoctopus luteus (Sasaki, 1929), è un mollusco cefalopode della famiglia Octopodidae.

## Descrizione
La sua lunghezza del mantello è di 12,5 cm. Come gli altri membri del genere Callistoctopus, è riconoscibile per la tipica colorazione rossiccia e per una fitta maculatura bianca, come se "stellata", che dà alla specie il nome comune.

## Biologia
Come gli altri membri del genere Callistoctopus, il polpo stellato è una specie notturna, estremamente difficile da incontrare in un'immersione diurna. Caccia principalmente tutti i crostacei notturni che riesce a incontrare, e se ne ha l'occasione, anche piccoli pesci.

## Distribuzione e habitat
C. luteus vive nel golfo di Thailandia, Taiwan, Vietnam, Filippine e Sulawesi (Indonesia) ad una profondità di 0–82 m.
Predilige i fondali sabbiosi e fangosi.